# Vordere Horlachen
Vordere Horlachen (amtlich: Horlachen (vordere)) ist ein Gemeindeteil der Stadt Münchberg im Landkreis Hof (Oberfranken, Bayern). Vordere Horlachen liegt in der Gemarkung Meierhof bei Münchberg.

## Geografie
Die Einöde liegt am Schlegelbächlein, einem linken Zufluss der Pulschnitz. Die Ortsstraße „Laubersreuther Weg“ führt 500 Meter südöstlich zur „Äußeren Hofer Straße“ (=Staatsstraße 2461).

## Geschichte
In der ersten Hälfte des 13. Jahrhunderts gehörte der Ort den Herren von Schlegel.
Vordere Horlachen gehörte zur Realgemeinde Schlegel. Gegen Ende des 18. Jahrhunderts bestand Vordere Horlachen aus einem Anwesen. Die Hochgerichtsbarkeit stand dem bayreuthischen Stadtrichteramt Münchberg zu. Das Kastenamt Münchberg war Grundherr des Dreiviertelhofes.
Von 1797 bis 1810 unterstand Vordere Horlachen dem Justiz- und Kammeramt Münchberg. Infolge des Ersten Gemeindeedikts wurde Vordere Horlachen dem 1812 gebildeten Steuerdistrikt Meierhof und der zugleich entstandenen die Ruralgemeinde Meierhof zugewiesen. Am 1. April 1958 wurde Vordere Horlachen nach Münchberg eingemeindet.

### Baudenkmäler
- Laubersreuther Weg 55: Bauernhaus[10]

### Einwohnerentwicklung
| Jahr      | 1812  | 1819   | 1861   | 1871   | 1885   | 1900   | 1925   | 1950   | 1961   | 1970   | 1987  |
| Einwohner | *     | *      | †23    | †16    | 11     | 8      | 6      | 19     | 3      | 2      | 0     |
| Häuser    | *     |        |        |        | 1      | 1      | 1      | 1      | 1      |        | 1     |
| Quelle    | [ 7 ] | [ 12 ] | [ 13 ] | [ 14 ] | [ 15 ] | [ 16 ] | [ 17 ] | [ 18 ] | [ 19 ] | [ 20 ] | [ 1 ] |

## Religion
Vordere Horlachen ist bis heute nach St. Peter und Paul (Münchberg) gepfarrt und seit der Reformation evangelisch-lutherisch geprägt.